# Take a Look in the Mirror
Take a Look in the Mirror je šesti album nu metal sastava Korn.
Pjesma Did My Time je izašla na CD singlu za film Lara Croft Tomb Raider- Kolijevka života. Kao kontrast despresivnom ugođaju na albumu Untouchables pjesme na Take a Look in the Mirror označavaju Kornov prelazak u pomalo agresivniji zvuk. Album je prodan u milijun primjeraka u SAD-u što ga čini najslabije prodavanim album u povijesti Korna.
Album sadrži i ponovno snimljenu verziju pjesme "Alive", prve pjesme koju je Korn ikada napisao i koja je dovela Jonathana Davisa u sastav.

## Popis skladbi
1. "Right Now" – 3:10
2. "Break Some Off" – 2:35
3. "Counting on Me" – 4:49
4. "Here It Comes Again" – 3:33
5. "Deep Inside" – 2:46
6. "Did My Time" – 4:04
7. "Everything I've Known" – 3:34
8. "Play Me" (featuring NaS) – 3:21
9. "Alive" – 4:30
10. "Let's Do This Now" – 3:18
11. "I'm Done" – 3:23
12. "Y'All Want a Single" – 3:17
13. "When Will This End" – 14:24

- When Will This End završava na 3:39. Nakon 6:13 minuti tišine live Kornova izvedba se pojavljuje što vodi do zavšetka albuma